# 美头合耳菊
美头合耳菊（学名：Synotis calocephala）是菊科合耳菊属的植物。分布于缅甸以及中国大陆的云南等地，生长于海拔2,100米至2,700米的地区，多生长于灌丛边，目前尚未由人工引种栽培。

## 别名
鞋头千里光（云南种子植物名录）

## 异名
- Senecio calocephala Cheng, nom, illegit.